# Rodhítsa
Rodhítsa (Roditsa) är en ort i Grekland.   Den ligger i prefekturen Fthiotis och regionen Grekiska fastlandet, i den centrala delen av landet, 150 km nordväst om huvudstaden Aten. Rodhítsa ligger 27 meter över havet och antalet invånare är 3 509.
Terrängen runt Rodhítsa är kuperad åt nordväst, men åt sydost är den platt.  Närmaste större samhälle är Lamia, 3,0 km väster om Rodhítsa. Trakten runt Rodhítsa består till största delen av jordbruksmark.